# Stilon Gorzów Wielkopolski (piłka siatkowa)
Stilon Gorzów Wielkopolski – polski męski klub siatkarski z Gorzowa Wielkopolskiego istniejący w latach 1960–2002.

## Historia klubu
Sekcję piłki siatkowej mężczyzn – jako jedną z sekcji wielosekcyjnego ZKS Stilon, utworzono w 1960 r. Debiut drużyny w ekstraklasie w sezonie 1961/62 zakończył się niepowodzeniem. Drużyna nie miała odpowiedniej na I ligę hali i rozgrywała swoje mecze w Zielonej Górze i Szczecinie. Gorzowianie zakończyli rozgrywki z 22 porażkami i zaledwie dziesięcioma zdobytymi setami. W kolejnym sezonie zespół nie poradził sobie w II lidze, notując spadek do ligi terytorialnej. Po spadku Stilon uczestniczył przez kolejne kilka lat w rozgrywkach ligi okręgowej, która była najpierw drugim, a po reaktywacji II ligi – trzecim szczeblem rozgrywkowym. Od 1967 r. do 1975 r. występował w lidze międzywojewódzkiej, która została utworzona przez Okręgowe Związki Piłki Siatkowej z Zielonej Góry, Koszalina, Szczecina, a później Zielonej Góry i Poznania. 
W 1975 r. sekcję siatkarzy ZKS Stilonu przeniesiono do AZS-AWF.
W 1983 r. ponownie postanowiono przekazać sekcję do ZKS Stilonu. Drużyna stopniowo wzmacniana, wygrała rozgrywki ligi międzywojewódzkiej sezonu 1983/84, a następnie sezonu 1984/85. Przez dwa cykle ówczesnych rozgrywek III ligowych Stilon na 64 mecze wygrał wszystkie 64 – uzyskując bilans setów 192:16, jednak aby awansować do II ligi musiał przejść dwustopniowe baraże. W 1984 r. gorzowianie odpadli podczas turnieju w Koszalinie, natomiast w 1985 r. dotarli po 23 latach na centralny szczebel rozgrywek pokonując drużyny z Sosnowca, Nowej Soli, Grudziądza, Radlina i Szczytna. Następnie wygrywając w decydujących o awansie meczach z Baildonem Katowice (dwukrotnie po 3:1 w setach), Stilon awansował po raz drugi w historii na najwyższy poziom rozgrywek. Po spadku w następnym sezonie, gorzowianie przez kolejnych 5 sezonów występowali w niższych klasach rozgrywkowych. W sezonie 1992/93 Stilon ponownie wywalczył awans do ekstraklasy, pokonując w meczach finałowych rozgrywek ówczesnej Serii B Stal Stocznię Szczecin 3:0 (dwukrotnie w setach 0:3 w Szczecinie i 3:1 w Gorzowie Wielkopolskim). W pierwszym sezonie po awansie zajął bezpieczne 6. miejsce w rozgrywkach. Przed sezonem 1994/95 do klubu zatrudniono Huberta Wagnera, od wodzą którego siatkarze Stilonu zajęli najwyższe – 5. miejsce, z dotychczasowych swoich występów w rozgrywkach I ligowych. Przed sezonem 1995/96 po opuszczeniu gorzowskiego klubu przez trenera Wagnera (jego miejsce zajął Waldemar Wspaniały) oraz kilku doświadczonych siatkarzy, postanowiono postawić na młodzież m.in. Sebastiana Świderskiego.
Kolejne lata to zwycięstwo w sezonie 1996/97 w finale Pucharu Polski 3:0 w setach nad Mostostalem Kędzierzyn-Koźle, oraz dwa medale mistrzostw Polski: brązowy w sezonie 1998/99 (po wygraniu 3:1 w meczach z Bosmanem Morze Szczecin) i srebrny w sezonie 1999/00 (po przegranej w finale 0:3 w meczach z Mostostalem Azoty Kędzierzyn-Koźle).
W sezonie 2000/01 Stilon brał udział w rozgrywkach już zawodowej ekstraklasy – Polskiej Lidze Siatkówki, gdzie niespodziewanie spadł z ligi, by w następnym sezonie ponownie powrócić do najwyższej klasy rozgrywkowej. 
Od sezonu 2002/03 gorzowski zespół występował już jako GTPS Gorzów Wielkopolski.

### Rozgrywki europejskie
Siatkarze Stilonu w sezonie 1997/98 występowali w Pucharze Zdobywców Pucharów kończąc zmagania na fazie grupowej (3 zwycięstwa w 7 meczach, w grupie A), oraz w sezonie 2000/01 – w Pucharze Top Teams, przegrywając w ćwierćfinale z tureckim Erdemirsporem Eregli 0:3 i 1:3.

## Sukcesy
Krajowe
Mistrzostwa Polski
- 2. miejsce: 2000
- 3. miejsce: 1999

Puchar Polski
- 1. miejsce: 1997
- 2. miejsce: 1998, 2000

## Bilans sezonów
| Sezon     | Rozgrywki ligowe       | Rozgrywki ligowe | Puchar              |
| Sezon     | Poziom                 | Miejsce          | Puchar              |
| --------- | ---------------------- | ---------------- | ------------------- |
| 1960/1961 | II liga (gr. 4)        | 2                |                     |
| 1961/1962 | I liga                 | 12/12            |                     |
| 1962/1963 | II liga                | 9                |                     |
| 1963/1964 | III liga               | 2                |                     |
| 1964/1965 | III liga               | 4                |                     |
| 1965/1966 | III liga               | 2                |                     |
| 1966/1967 | III liga               | 2                |                     |
| 1967/1968 | III liga               | 1 finał          |                     |
| 1968/1969 | III liga               | 1 finał          |                     |
| 1969/1970 | III liga               | 3                |                     |
| 1970/1971 | III liga               | 1 finał          |                     |
| 1971/1972 | III liga               | 4                |                     |
| 1972/1973 | III liga               | 4                |                     |
| 1973/1974 | III liga               | 3                |                     |
| 1974/1975 | III liga               | 5                |                     |
|           |                        |                  |                     |
| 1983/1984 | III liga               | 1 finał          |                     |
| 1984/1985 | III liga               | 1                |                     |
| 1985/1986 | II liga (gr. północna) | 2 finał          | Turniej półfinałowy |
| 1986/1987 | II liga (gr. północna) | 1                | Turniej półfinałowy |
| 1987/1988 | I liga                 | 10/10            | Turniej półfinałowy |
| 1988/1989 | II liga (gr. północna) | 3                |                     |
| 1989/1990 | II liga (gr. północna) | 2                | Turniej półfinałowy |
| 1990/1991 | I liga seria B         | 7                | Turniej półfinałowy |
| 1991/1992 | II liga                | 1                |                     |
| 1992/1993 | I liga seria B         | 1                | Turniej półfinałowy |
| 1993/1994 | I liga seria A         | 6/8              | Turniej finałowy    |
| 1994/1995 | I liga seria A         | 5/8              |                     |
| 1995/1996 | I liga seria A         | 8/8              |                     |
| 1996/1997 | I liga seria B         | 1                | Puchar Polski       |
| 1997/1998 | I liga seria A         | 6/12             | Finał               |
| 1998/1999 | I liga seria A         | /12              | Ćwierćfinał         |
| 1999/2000 | I liga seria A         | /12              | Finał               |
| 2000/2001 | Polska Liga Siatkówki  | 9/10             | Półfinał            |
| 2001/2002 | I liga seria B         | 1                | 4 runda             |

Poziom rozgrywek:
     pierwszy poziom
     drugi poziom
     trzeci poziom
     czwarty poziom

## Siatkarze i trenerzy
W drużynie występowali m.in.: Roman Bartuzi, Jerzy Boguta, Tomasz Borczyński, Andrzej Dworczanin, Michał Gaca, Jerzy Gesternkorn, Roman Grochowski, Karol Hachuła, Paweł Kadłubowski, Marcin Kobiałko, Krzysztof Kocik, Maciej Kowalczuk, Łukasz Kruk, Oktawian Krzyżanowski, Marcin Lubiejewski, Paweł Maciejewicz, Radosław Maciejewicz, Janusz Malinowski, Maciej Nowak, Zdzisław Olejnik, Michał Ozimiński, Tomasz Paluch, Andrzej Przeździecki, Witold Roman, Sebastian Świderski, Jarosław Wojczuk, Stanisław Woźniak, Jerzy Wysocki, Marcin Zarzycki, Jerzy Zwierko i Szymon Żurawski.
Trenerami zespołu byli m.in.: Ryszard Doniek, Wojciech Góra, Andrzej Kaczmarek, Walery Krawczenko, Waldemar Kuczewski, Marian Świątek, Hubert Wagner i Waldemar Wspaniały.

### Reprezentanci Polski w barwach klubu
Lista zawiera wszystkich polskich siatkarzy Stilonu Gorzów Wielkopolski, którzy wystąpili w przynajmniej jednym spotkaniu reprezentacji Polski.
- Roman Bartuzi (1985–1995, 2001–2002)
- Łukasz Kruk (1999–2000)
- Maciej Nowak (1989–1998)
- Andrzej Przeździecki (1987–1990)
- Witold Roman (1986–1989)
- Sebastian Świderski (1995–2000)

### Zagraniczni siatkarze w barwach klubu
Lista zawiera wszystkich zagranicznych siatkarzy występujących w drużynie Stilonu Gorzów Wielkopolski, którzy wystąpili w przynajmniej jednym spotkaniu ligowym lub spotkaniu rozgrywek europejskich.
| Lata gry                  | Imię i nazwisko   | Pozycja      |
| ------------------------- | ----------------- | ------------ |
| 1992–1993                 | Siergiej Gołotow  | rozgrywający |
| 1992–1997                 | Nikołaj Mariaskin | środkowy     |
| 1998–1999 (do 08.12.1998) | Tomislav Mišin    | rozgrywający |
| 1998–1999                 | Wiktor Sidelnikow | rozgrywający |
| 2000–2001                 | Edward Sienin     | środkowy     |
| 2000–2001                 | Igor Zajcew       | rozgrywający |
| 2001–2002 (do 11.10.2001) | Juraj Chochol     | rozgrywający |
| 2001–2002                 | Dušan Ilić        | rozgrywający |
| 2001–2002                 | Siergiej Sosnin   | przyjmujący  |